# Списак олимпијаца СР Југославије (Србије и Црне Горе)
Списак олимпијаца СР Југославије и ДЗ Србије и Црне Горе (1992-2006) је списак олимпијаца који су се такмичли под заставама Савезне Републике Југославије и Државне Заједнице Србије и Црне Горе на Олимпијским играма. На списку се налазе СРЈ олимпијци који су се на ЛОИ 1992. такмичили под олимпијском заставом као независни учесници, а на ЗОИ 1994. било им је забрањено учешће. За олимпијце који су се такмичили за време СХС, Краљевине Југославије и СФРЈ погледај Списак олимпијаца Југославије (1920-1992 ЗОИ). За олимпијце након раздвајања СЦГ погледајте Списак српских олимпијаца и Списак црногорских олимпијаца.

## Летње олимпијске игре

### Атлетика
- Слободан Бранковић, 400 м, штафета 4х400 м
- Славиша Вранеш, штафета 4х400 м
- Борислав Девић, маратон
- Вукосава Ђапић, 100м, штафете 4х100 м, 4х400 м
- Зоран Ђурђевић, троскок
- Стеван Зорић, скок у вис
- Марина Живковић, 200 м, 400 м
- Марко Јанковић, штафета 4х400 м
- Оливера Јевтић, 5000 м, 10000 м, маратон
- Даниал Јахић, скок у даљ
- Дејан Јовковић, 200 м
- Татјана Лојаница, штафета 4х400 м
- Ненад Лончар, 110 м препоне
- Тамара Малешев, скок у даљ
- Андреја Маринковић, скок у даљ
- Предраг Момировић, штафета 4х100 м
- Елвира Панчић, штафета 4х100 м
- Драган Перић, бацање кугле
- Милан Петаковић, штафета 4х100 м
- Синиша Пеша, 400 м препоне, штафета 4х400 м
- Слободан Поповић, 800 м, штафета 4х400 м
- Дарко Радомировић, 1500 м
- Александар Раковић, 50 км ходање
- Мила Савић, 200м, штафете 4х100 м, 4х400 м
- Слободан Спасић, штафета 4х100 м
- Јелена Станисављевић, штафета 4х400 м
- Бранислав Стојановић, штафета 4х400 м
- Соња Столић, 5000 м
- Драгана Томашевић, бацање диска
- Биљана Топић, штафета 4х100 м, троскок
- Драгутин Топић, скок у вис
- Сузана Ћирић, 10000 м, маратон
- Предраг Филиповић, 20 км ходање, 50 км ходање
- Милош Шакић, штафета 4х100 м
- Марија Шестак, троскок

### Бициклизам
Бициклизам на писти
- Душан Попесков

Друмски бициклизам
- Александар Миленковић
- Мићо Брковић
- Душан Попесков
- Микош Рњаковић
- Иван Стевић
- Радиша Чубрић

### Бокс
- Геард Ајетовић

### Ватерполо
- Југослав Васовић
- Мирко Вичевић
- Ненад Вуканић
- Владимир Вујасиновић
- Владимир Гојковић
- Предраг Зимоњић
- Данило Икодиновић
- Виктор Јеленић
- Предраг Јокић
- Никола Куљача
- Игор Милановић
- Слободан Никић
- Ранко Перовић
- Дејан Савић
- Васо Суботић
- Милан Тадић
- Петар Трбојевић
- Александар Ћирић
- Вања Удовичић
- Вељко Ускоковић
- Александар Шапић
- Денис Шефик
- Александар Шоштар

### Веслање
- Ненад Бабовић
- Владимир Бањанац
- Ђорђе Вишацки
- Горан Недељковић
- Лазо Пивач
- Бобан Ранковић
- Иван Смиљанић
- Младен Стегић
- Никола Стојић
- Милош Томић
- Вељко Урошевић
- Филип Филипић

### Гимнастика
Ритмичка гимнастика
- Мајда Милак
- Кристина Радоњић

### Дизање тегова
- Миодраг Ковачић

### Кајак и кану
Дивље воде
- Милан Ђорђевић

Мирне воде
- Жарко Векић
- Саша Вујанић
- Драган Зорић
- Наташа Јанић
- Игор Ковачић
- Срђан Мариловић
- Петар Сибинкић
- Огњен Филиповић
- Јожеф Шоти

### Кошарка
- Вуле Авдаловић
- Мирослав Берић
- Дејан Бодирога
- Милош Вујанић
- Предраг Даниловић
- Владе Дивац
- Предраг Дробњак
- Александар Ђорђевић
- Никола Јестратијевић
- Ненад Крстић
- Никола Лончар
- Драган Луковски
- Саша Обрадовић
- Ђуро Остојић
- Александар Павловић
- Жарко Паспаљ
- Петар Поповић
- Владимир Радмановић
- Игор Ракочевић
- Жељко Ребрача
- Зоран Савић
- Предраг Стојаковић
- Драган Тарлаћ
- Дејан Томашевић
- Миленко Топић
- Владо Шћепановић

### Мачевање
- Тамара Савић-Шотра

### Одбојка
- Владимир Батез
- Дејан Брђовић
- Слободан Бошкан
- Милан Васић
- Горан Вујевић
- Игор Вушуровић
- Андрија Герић
- Владимир Грбић
- Никола Грбић
- Владан Ђорђевић
- Ђорђе Ђурић
- Иван Илић
- Рајко Јокановић
- Слободан Ковач
- Милан Марковић
- Ђула Мештер
- Васа Мијић
- Иван Миљковић
- Александар Митровић
- Вељко Петковић
- Жарко Петровић
- Жељко Танасковић

### Пливање
- Дарја Алауф
- Игор Беретић
- Небојша Бикић
- Маја Грозданић
- Ђорђе Филиповић
- Игор Ерхартић
- Никола Калабић
- Младен Капор
- Марина Куч
- Владан Марковић
- Мирослава Најдановски
- Душка Радан
- Никола Савчић
- Марица Стражмештер
- Младен Тепавчевић
- Милош Церовић
- Милорад Чавић

### Рвање
- Зоран Галовић
- Милош Говедарица
- Пајо Ивошевић
- Александар Јованчевић
- Горан Касум
- Милан Радаковић
- Сенад Ризвановић
- Нандор Сабо
- Жељко Трајковић
- Давор Штефанек

### Рукомет
- Игор Бутулија
- Небојша Голић
- Горан Ђукановић
- Ратко Ђурковић
- Недељко Јовановић
- Петар Каписода
- Александар Кнежевић
- Иван Лапчевић
- Владан Матић
- Жикица Милосављевић
- Ратко Николић
- Дејан Перић
- Ненад Перуничић
- Драган Шкрбић
- Арпад Штербик

### Синхроно пливање
- Маја Кос
- Вања Мичета
- Марија Сеница

### Скокови у воду
- Вукан Вулетић
- Синиша Жугић

### Стони тенис
- Слободан Грујић
- Силвија Ердељи
- Илија Лупулеску
- Зоран Калинић
- Александар Каракашевић
- Гордана Перкучин
- Јасна Фазлић

### Стрељаштво
- Аранка Биндер
- Андрија Златић
- Александра Ивошев
- Горан Максимовић
- Немања Миросављев
- Лидија Михајловић
- Марија Младеновић
- Стеван Плетикосић
- Естер Пољак
- Јасна Шекарић

### Тенис
- Душан Вемић
- Ненад Зимоњић
- Јелена Јанковић
- Срђан Мушкатировић

### Фудбал
- Марко Баша
- Милан Бишевац
- Симон Вукчевић
- Андрија Делибашић
- Ђорђе Јокић
- Милош Красић
- Бранко Лазаревић
- Горан Ловре
- Марко Ломић
- Игор Матић
- Дејан Миловановић
- Никола Милојевић
- Бојан Незири
- Никола Никезић
- Бранимир Петровић
- Срђан Радоњић
- Милан Степанов
- Александар Чановић

### Џудо
- Мирослав Јочић
- Мара Ковачевић
- Лепосава Марковић
- Милош Мијалковић
- Митар Милинковић
- Дано Пантић
- Драгољуб Радуловић

## Зимске олимпијске игре

### Алпско скијање
- Желимир Вуковић
- Мирјана Гранзов
- Марко Ђорђевић
- Јелена Лоловић
- Марија Трмчић

### Биатлон
- Александар Миленковић

### Боб
- Рашо Вучинић
- Далибор Ђурђић
- Борис Рађеновић
- Вук Рађеновић

### Скијашко трчање
- Бранка Кузељевић
- Александар Миленковић

### Уметничко клизање
- Трифун Живановић

## Статистика
Летње олимпијске игре
| Спорт                 | 1992.    | 1996 | 2000 | 2004 | М   | Ж  | Укупно |    |
| --------------------- | -------- | ---- | ---- | ---- | --- | -- | ------ | -- |
| Спорт                 | Атлетика | •    | •    | •    | •   | 22 | 13     | 35 |
| Бициклизам            | •        |      |      | •    | 6   | 0  | 6      |    |
| Бокс                  |          |      | •    |      | 1   | 0  | 1      |    |
| Ватерполо             |          | •    | •    | •    | 23  | 0  | 23     |    |
| Веслање               | •        |      | •    | •    | 12  | 0  | 12     |    |
| Гимнастика (ритмичка) | •        |      |      |      | 2   | 0  | 2      |    |
| Дизање тегова         |          | •    |      |      | 1   | 0  | 1      |    |
| Кајак и кану          | •        | •    | •    | •    | 9   | 1  | 10     |    |
| Кошарка               |          | •    | •    | •    | 26  | 0  | 26     |    |
| Мачевање              | •        | •    | •    |      | 1   | 0  | 1      |    |
| Одбојка               |          | •    | •    | •    | 22  | 0  | 22     |    |
| Пливање               | •        | •    | •    | •    | 11  | 6  | 17     |    |
| Рвање                 | •        | •    |      | •    | 10  | 0  | 10     |    |
| Рукомет               |          |      | •    |      | 15  | 0  | 15     |    |
| Синхроно пливање      | •        |      |      |      | 0   | 3  | 3      |    |
| Скокови у воду        |          | •    |      |      | 2   | 0  | 2      |    |
| Стони тенис           | •        | •    | •    | •    | 4   | 3  | 7      |    |
| Стрељаштво            | •        | •    | •    | •    | 4   | 6  | 10     |    |
| Тенис                 | •        |      | •    | •    | 3   | 1  | 4      |    |
| Фудбал                |          |      |      | •    | 18  | 0  | 18     |    |
| Џудо                  | •        | •    | •    | •    | 5   | 2  | 7      |    |
| Укупно (21)           | 13       | 13   | 14   | 14   | 194 | 38 | 232    |    |

Зимске олимпијске игре
| Спорт             | 1994           | 1998. | 2002 | 2006 | М | Ж | Укупно |   |
| ----------------- | -------------- | ----- | ---- | ---- | - | - | ------ | - |
| Спорт             | Алпско скијање |       | •    | •    | • | 2 | 3      | 5 |
| Биатлон           |                |       |      | •    | 1 | 0 | 1      |   |
| Боб               |                |       | •    |      | 4 | 0 | 4      |   |
| Скијашко трчање   |                |       |      | •    | 1 | 1 | 2      |   |
| Уметничко клизање |                |       |      | •    | 1 | 0 | 1      |   |
| Укупно (5)        |                | 1     | 2    | 4    | 9 | 4 | 13     |   |